# Noisebridge
Noisebridge är ett San Fransiscobaserat hackerspace inspirerat av de europeiska hackerspacen, bland annat C-base och Metalab. Enligt Noisebridge själva är hackerspacet ett utrymme för delande, kreativitet, samarbete, forskning, utveckling och lärande. Noisebridge konstaterar också på sin webbsida att de inte är bundna till sin fysiska lokal utan har ett nätverk som sträcker sig över hela världen. Noisebridge grundades 2007 men fick fast adress först 2008.

## Medlemskap
Noisebridge kräver inte medlemskap för att man ska få tillträde till lokalerna och välkomnar alla som känner att de kan bidra med något. Alla aktiviteter är gratis med undantag av vissa materialkostnader. Allmänheten är välkommen att delta i allt som görs. Hackerspacet hade i oktober 2010 150 medlemmar.

## Spacebridge
Ett av projekten Noisebridge driver är ett program för utforskning av den övre atmosfären. Med hjälp av väderballonger skickar man upp utrustning i form av smarta telefoner och digitalkameror, ofta över 20 km. Man har med hjälp av ballongerna kommit över de altituder under vilka kommersiella GPS-mottagare fungerar.